# Oos (Fluss)
Die Oos, auch Oosbach genannt, ist ein Fluss im Nordschwarzwald und in der Oberrheinischen Tiefebene. Sie fließt durch Baden-Baden und mündet nach 25 Kilometern bei Rastatt in die Murg.

## Name
Erstmals urkundlich erwähnt wird der Fluss im 9. Jahrhundert als Osa fluvio. Als Gauname tritt der Name schon 712 zum ersten Mal in Erscheinung („trans Rhenum in pago Auciacinse“).
Der vorgermanische Flussname dürfte *Ausa gelautet haben und ist wahrscheinlich keltischen Ursprungs. Möglicherweise ist er mit dem bretonischen Wort aoz für „Flussbett“ verwandt.

## Geographie

### Quelle
Das Quellgebiet der Oos befindet sich am Nordhang des Eierkuchenbergs im Nordschwarzwald, in der Nähe des fast 700 Meter hoch gelegenen Waldgasthauses Scherrhof. Mehrere kleine, meist namenlose Bäche, vereinigen sich in diesem Gebiet zur Oos. Die beiden größten Bäche tragen die Namen Scherrbach und Kälberwasser. Das Quellgebiet ist ein wichtiger Spender von Trinkwasser, das in Wasserhochbehältern gespeichert wird.

### Verlauf
Gut 400 Meter Höhenunterschied hat sie vom Quellgebiet in nördlicher Richtung zu passieren, bis die Oos bei Gaisbach mit dem Rubach zusammenfließt und dessen Talrichtung westwärts folgt.

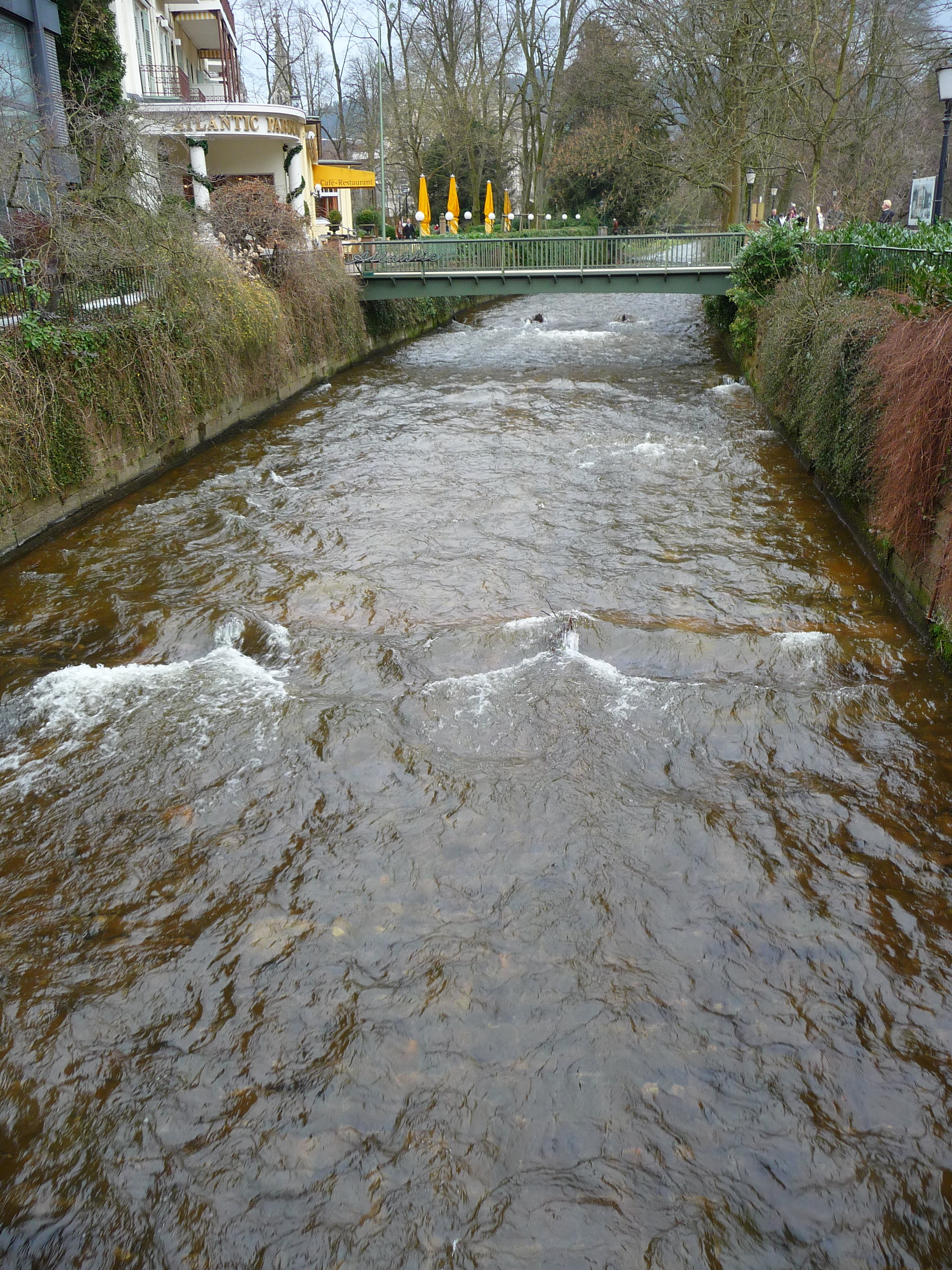
Blick auf die Oos in Baden-Baden von der Reinhard-Fieser-Brücke an der Lichtentaler Allee

Sie fließt am Forellenhof vorbei, durch Oberbeuern sowie an der Südseite des Klosters Lichtenthal entlang und wird danach der Lichtentaler Allee in Baden-Baden von etlichen kunstvoll gefertigten Stegen überquert.
Bis zur Mitte des 19. Jahrhunderts floss die Oos dort geteilt in verschiedenen Armen. Am 1. August 1851 schwoll das meist harmlose Gewässer nach einem Wolkenbruch massiv an und schwemmte Baumstämme und Hausteile mit, welche die Brücken der Stadt zerstörten. Über eine beim Hôtel d'Angleterre geschlagene Notbrücke konnten die Kurgäste das Conversationshaus und das Casino erreichen. Nach dieser Katastrophe korrigierte man die Oos und dämmte sie ein. Im damals dort geschaffenen Bett läuft sie auch heute noch.
In Baden-Baden fließt die Oos nach der Lichtentaler Allee und dem Brenners Park-Hotel & Spa durch die Kaiserallee am Kurhaus, an der Trinkhalle und dem Hotel Europäischer Hof vorbei, unterquert den Hindenburgplatz und verschwindet auf der Höhe des Festspielhauses bis zur Kreuzung von Waldseestraße und Eisenbahnstraße wieder im Untergrund.
Ab dem Ooswinkel flankiert die Oos die Schwarzwaldstraße bis zum Stadtteil Oos. Auch dort ist sie im 19. Jahrhundert reguliert worden. Um ein jahrhundertealtes Sumpfgebiet zu beseitigen, wurde die Oos nach 1851 geteilt. Gegenüber der heutigen Friedenskirche wurde ein Arm nach Westen zum aus dem Bühler Gebiet kommenden Sandbach geführt. Der zweite Arm nimmt seinen Weg nach Norden in Richtung Sandweier.

### Mündungen
Der westwärts führende Ooskanal wird bald zwischen Sinzheim und Iffezheim vom Sandbach aufgenommen; dieser entwässert über die Acher zum Oberrhein.
Der nordwärts führende Arm verläuft dagegen östlich an Sandweier vorbei nach Rastatt-Niederbühl; er wird ab Sandweier als Ooser Landgraben bezeichnet. Er mündet in Rastatt oberhalb der Murgbrücke der Rheintalbahn in die Murg, die Murg dann ihrerseits bei Steinmauern in den Oberrhein.

### Zuflüsse
Quellbäche, Zuflüsse 1. Ordnung sowie Teilungsarme, soweit sie auf dem Geodatenviewer des Landes Baden-Württemberg benannt sind, vom Ursprung abwärts. Mit Längen und teilweise Einzugsgebieten. Mit auch etlichen größeren Zuflüssen 2. Ordnung, besonders des Grobbachs, ebenfalls in flussabwärtiger Ordnung unter dem Vorfluter eingerückt.
Zusammenfluss des Oosbachs auf etwa 540 m ü. NHN am Südende der Tallichtung im Zwiesel. Der Oosbach läuft von hier an nordwärts.
- Schliffersbach[6], rechter Quellbach, 1,1 km. Quelle auf etwa 690 m ü. NHN im Breitenbrunnen.
  - Kälberwasser, von rechts auf etwa 565 m ü. NN im Zwieselschlag, 0,7 km. Quelle auf etwa 650 m ü. NHN nördlich des Scherrhofs.
- Scherrbach, linker Quellbach, 1,5 km. Höchste Quelle auf etwa 800 m ü. NHN südöstlich über dem Scherrhof am Hang des Eierkuchenbergs.
- (Zufluss), von links, 1,7 km.
- Farngraben, von rechts auf etwa 380 m ü. NHN, 1,2 km. Quelle auf etwa 610 m ü. NHN bei der Durchbruchhütte.
- Rubach, von rechts auf etwa 291 m ü. NHN bei Gaisbach, 4,6 km und 5,2 km². Quelle auf etwa 680 m ü. NHN westlich-unterhalb der Passhöhe Rote Lache. Der Oosbach kehrt sich an diesem Zufluss nach Westen.
- Müllenbächel, von rechts auf etwa 270 m ü. NHN nach einigen Fischweihern, 1,5 km. Quelle auf etwa 375 m ü. NHN westlich des Gernsbacher Wohnplatzes Müllenbild (Nachtigall).
- Hörschbach[7] oder Hörschenbächel[8] von links auf unter 240 m ü. NHN am Ostrand von Oberbeuren, 0,9 km. Quelle auf etwa 360 m ü. NHN.
- Horlach, von rechts in Oberbeuren, 2,0 km. Quelle auf etwa 385 m ü. NHN.
- Schluttenbach[7] oder Schluttenbächel[8], von links in Oberbeuren, mit anderem, etwas kürzeren Quellast 1,5 km. Quelle auf etwa 400 m ü. NHN am Nordabhang des Ösersteins.
- Märzenbach, von rechts in Oberbeuren, 1,4 km. Quelle auf etwa 335 m ü. NHN am Südhang des Kleinen Staufenbergs.
- Pfrimmersbach, von rechts in Oberbeuren, 1,7 km. Quelle auf etwa 390 m ü. NHN am Südwesthang des Kleinen Staufenbergs.
- Heimbach, von rechts in Lichtental, 2,1 km. Quelle auf etwa 390 m ü. NHN am Westhang des Kleinen Staufenbergs.
- Grobbach, von links beim Brahmsplatz in Lichtental, 11,0 km und 35,6 km. Quelle auf etwa 825 m ü. NHN östlich des Bühlertaler Wohnplatzes Oberer Plättig am Abhang des Vorfeldkopfes. Etwa ab diesem Zufluss läuft der Oosbach nunmehr als Oos nach Nordwesten.
  - Froschbach, von rechts auf etwa 600 m ü. NHN beim Schwanenwasen, 0,9 km. Quelle auf etwa 735 m ü. NHN nördlich des Unteren Plättigs.
  - Latschgraben, von rechts auf etwa 500 m ü. NHN gegenüber dem Grobbachhof von Baden-Baden, 0,9 km. Quelle auf etwa 725 m ü. NHN südlich des Urbergs.
  - Harzbach, von rechts auf etwa 360 m ü. NHN zwischen Lanzenfelsen und Eberkopf, 4,1 km und 11,3 km². Quelle auf etwa 800 m ü. NHN am Westabhang des Eierkuchenbergs.
  - Hodenbach, von links auf unter 310 m ü. NHN beim Baden-Badener Bütthof, 1,7 km. Quelle auf über 480 m ü. NHN südlich des Wettersbergs.
  - Wenig nach dem Zulauf des Hodenbachs stürzt der Grobbach den Geroldsauer Wasserfall hinab.
  - Littersbach, von rechts auf unter 260 m ü. NHN vor dem Baden-Badener Stadtteil Geroldsau, 3,4 km. Quelle auf etwa 505 m ü. NHN nordwestlich des Scherrhofs.
  - Malschbächel, von links auf etwa 230 m ü. NHN in Geroldsau, 2,5 km. Quelle auf etwa 370 m ü. NHN am Zimmerplatz.
  - Ibach, von links auf unter 230 m ü. NHN in Geroldsau, 2,4 km. Quelle auf etwa 460 m ü. NHN nördlich des Ibersts, 2,4 km.
  - Übelsbach, von rechts im südlichen Lichtental, 3,3 km. Höhere Nebenquellen auf bis zu 505 m ü. NHN am Nordabhang des Steinbergs.
- Falkenbach, von rechts im südlichen Baden-Baden, 2,7 km und 2,4 km². Quelle auf etwa 400 m ü. NHN am Westabhang des Merkurs.
- Gunzenbach[8] oder Gunzenbächel[7], von links fast gegenüber dem vorigen, 2,8 km und 2,5 km².  Quelle auf etwa 425 m ü. NHN unterm Sattel An der Lache.
- Herchenbach, von links gleich nach dem vorigen am Beginn der Gönneranlage, 1,5 km. Entsteht auf etwa 270 m ü. NHN an der Rappenhalde.
- Rotenbach, von rechts an der Brücke der Sophienstraße, 3,4 km. Quelle auf etwa 420 m ü. NHN am Nordfuß des Merkurs.
- Benzenwinkelbach, von rechts, 1,0 km. Quelle auf etwa 275 m ü. NHN am Südwesthang des Battert unter Schloss Hohenbaden.
- Michelbach, von links zwischen E.-Schlapper- und Verfassungsplatz, 3,6 km und 3,4 km². Quelle auf etwa 335 m ü. NHN am Westabhang des Korbmattenkopfs.
- Weißer-Weg-Bächle, von links zwischen Verfassungs- und Ebertplatz, 1,2 km und 0,3 km². Quelle auf etwa 260 m ü. NHN am Pulverstein.
- Galgenbächel, von rechts kurz nach dem Ebertplatz, 1,4 km und 1,3 km². Quelle auf etwa 275 m ü. NHN westlich unter Hohenbaden.
- Silberbächel, von links vor dem Aumattstadion, 1,4 km und 0,9 km². Quelle auf etwa 280 m ü. NHN am Ostabhang des Kälbelskopfes.
- Tieflochgraben, von links nach der Ooswinkelsiedlung in der Baden-Badener Weststadt, 0,9 km. Entsteht im Bereich der Deponie unterm Kälbelskopf.
- Schweigrother Graben, von links an der Oosbrücke der Hubertusstraße, 1,2 km und 0,5 km². Quelle auf etwa 220 m ü. NHN unterm Ooser Jagdhaus.
- Flussteilung am Park in der Oos-Aue in Oos. Der rechte Arm Ooser Landgraben fließt nordwärts, die restliche Oos westwärts im Oos-Kanal.

Mündung des Ooskanals von rechts auf rund 120 m ü. NHN am Rand des Oberwaldes in den Sandbach.

Mündung des Ooser Landgrabens von links auf 118 m ü. NHN in die Murg bei der Murgbrücke der Rheintalbahn in Rastatt.